# 前庭神经节
前庭神经节（英文：Vestibular ganglion），是前庭神经的神经节，位于内耳道中。前庭神经节又被称为“斯卡帕神经节（Scarpa's ganglion）”，以纪念意大利解剖学家安东尼奥·斯卡帕。
前庭神经节内含有双极神经元的细胞体，这些细胞体的长轴突（传入神经纤维）与前庭系统内的毛细胞（平衡觉感受器）形成的突触连接。这包括位于半规管内以及耳前庭（球囊、椭圆囊）内的毛细胞。
前庭神经节的大小在人出生时就基本定型。前庭神经节与螺旋神经节（听觉）是由同个神经节在早期发育时分裂而来。